# Knooppunt Zaarderheiken
Het Knooppunt Zaarderheiken is een Nederlands verkeersknooppunt voor de aansluiting van de autosnelwegen A67 en de A73 in Venlo-Blerick. Het knooppunt is een voorbeeld van een voltooid klaverblad. Om de doorvoercapaciteit van het verkeer in de doorgaande richtingen te vergroten is het knooppunt voorzien van rangeerbanen.
In 1973 is knooppunt Zaarderheiken aangelegd als klaverbladknooppunt, samen met de aansluitende A67. Alleen liet de aanleg van de A73 nog een tijd op zich wachten, waardoor de delen die bedoeld waren voor de A73 eindigden op de N273.
De naam is afgeleid van de veldnaam Zaarderheiken. Ter hoogte van het latere klaverblad werd in de 19e eeuw een landweer aangetroffen.
In 2012 vond nabij dit knooppunt de Floriade plaats.

## Richtingen knooppunt

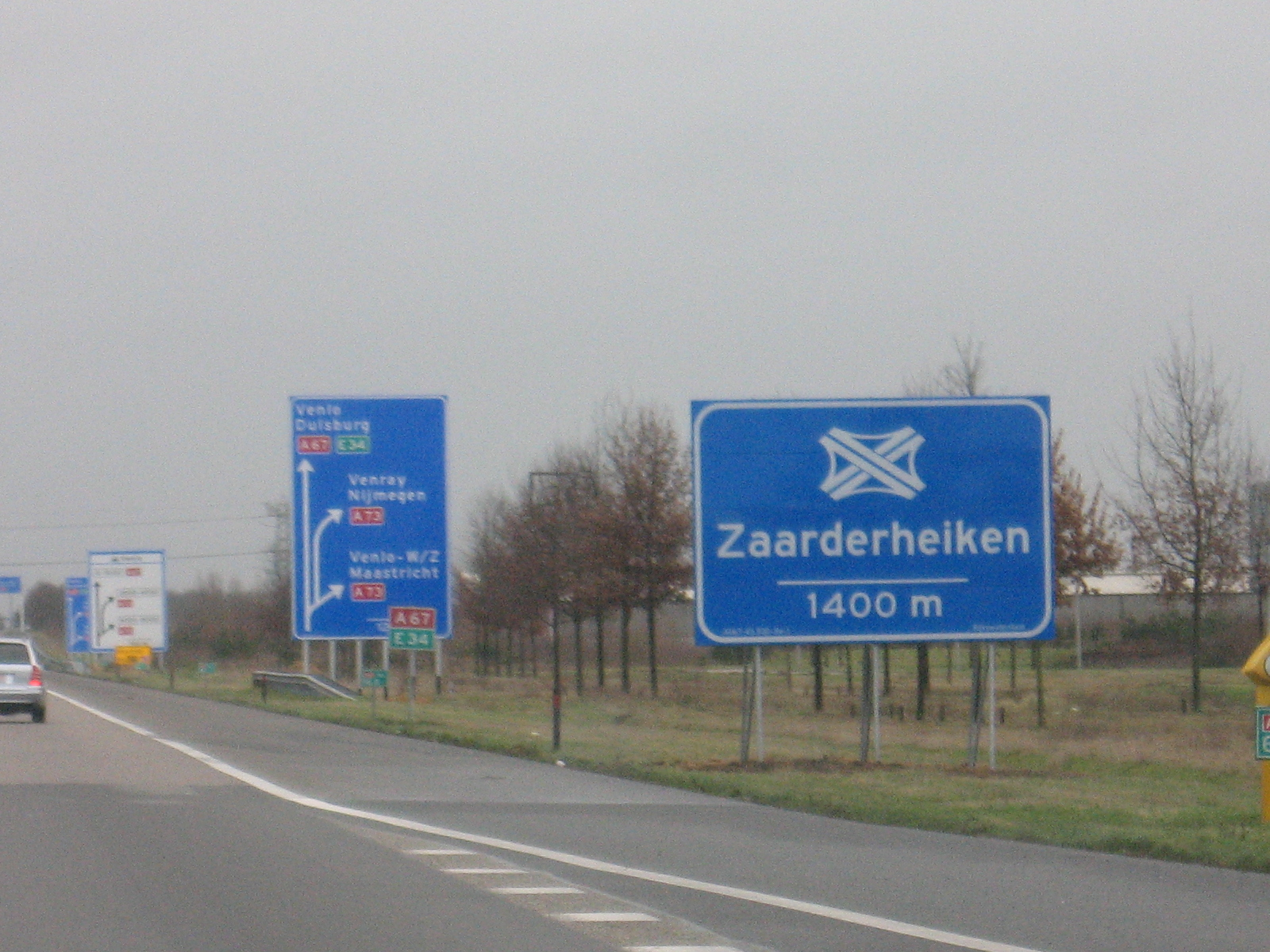
Knooppunt Zaarderheiken met de nieuwe bewegwijzering naar Duits model

| Aansluitende wegen                                  | Aansluitende wegen | Aansluitende wegen | Aansluitende wegen | Aansluitende wegen                     |
| --------------------------------------------------- | ------------------ | ------------------ | ------------------ | -------------------------------------- |
| richting Asten / Geldrop / Eindhoven / Turnhout (B) |                    |                    |                    | richting Venray / Nijmegen / Beuningen |
|                                                     |                    |                    |                    |                                        |
|                                                     |                    |                    |                    |                                        |
|                                                     |                    |                    |                    |                                        |
| richting Venlo / Roermond / Maasbracht              |                    |                    |                    | richting Venlo / Duisburg (D)          |

Almere · Amstel · Arnestein · Assen · Azelo · Badhoevedorp · Bankhoef · Batadorp · Beekbergen · Benelux · Beverwijk · Bodegraven ·  Boterdiep ·  Buren · Burgerveen · Coenplein · De Baars · De Hoek · De Hogt · De Nieuwe Meer · De Poel · De Punt · De Stok · Deil · Diemen · Drachten · Drie Klauwen · Eemnes · Ekkersweijer · Emmeloord · Empel · Euvelgunne · Everdingen · Ewijk · Galder · Gooimeer · Gorinchem · Gouwe · Grijsoord · Hattemerbroek · Heerenveen · Hellegatsplein · Het Vonderen · Hintham · Hoevelaken · Hofvliet · Holendrecht · Holsloot · Hoogeveen · Hooipolder · IJmuiden (niet officieel) · Joure · Julianaplein · Kerensheide · Kethelplein · Klaverpolder · Kleinpolderplein · Kooimeer · Kruisdonk · Kunderberg · Lankhorst · Leenderheide · Lunetten · Maanderbroek · Markiezaat · Muiderberg · Neerbosch · Noordhoek · Ommedijk · Oud-Dijk · Oudenrijn · Paalgraven · Princeville · Prins Clausplein · Raasdorp ·  Reitdiep ·  Ressen · Ridderkerk · Rijkevoort · Rijnsweerd · Rottepolderplein · Rozenburg · Sabina · Sint-Annabosch · Stelleplas · Slufter · Ten Esschen · Terbregseplein · Tiglia · Vaanplein · Valburg · Velperbroek · Velsen · Vlaardingen · Vught · Waterberg · Watergraafsmeer · Werpsterhoek · Westerlee · Ypenburg · Zaandam · Zaarderheiken · Zonzeel · Zoomland · Zuidbroek · Zurich

Geplande knooppunten:
De Liemers · Zestienhoven

Voormalige knooppunten:
Bocholtz · Ekkersrijt · Europaplein (Groningen) · Europaplein (Maastricht) · Lindenholt